# Петролна криза от 1973 година
Петролната криза от 1973 започва през октомври 1973 г., когато членовете на Организацията на арабските страни износителки на петрол или OAPEC (арабските страни членки на ОПЕК плюс Египет, Сирия и Тунис) налагат петролно ембарго.
Същата година Египет и Сирия, с подкрепата на други арабски страни, изненадващо напада Израел на еврейския празник Йом Кипур. Арабските държави застават на страната на Сирия и Египет и налагат петролно ембарго спрямо САЩ и други държави, които подкрепят Израел в този конфликт. Това е първата петролна криза, по време на която цената на барел се покачва поне четири пъти в рамките на няколко месеца. Ембаргото продължава до март 1974 година. Цените на петрола никога повече не се връщат на равнищата от преди тази криза.

## Предистория

### Свърхпроизводство на петрол в САЩ
През 1970 година САЩ достига до връхната си точка в производството на петрол. Това се счита за една от причините за пораждащата се петролна криза.

### Основаване на ОПЕК
На 12 септември 1960 по време на Багдадската конференция се основава Организация на страните износителки на петрол. Нейни основатели са Венецуела, Ирак, Иран, Кувейт и Саудитска Арабия.

### Войната от Йом Кипур
На 6 октомври 1973 Сирия и Египет изненадващо атакуват Израел. Това поражда неизбежното покачване на цените на петрола. Кризата се изостря и задълбочава, след като на 13 октомври 1973 Никсън дава началото на операция Nickel Grass, която има за цел да подпомогне военно Израел във войната. Съветският съюз отговаря, като започва доставките на оръжия за двете арабски страни – противниците на Израел.

## Арабското петролно ембарго
На 16 октомври 1973 ОПЕК решава да вдигне цената на петрола със 70%, до 5,11 щатски долара за барел. Либия заявява, че незабавно прекратява доставките на петрол за САЩ. Саудитска Арабия и други членове на ОПЕК също се присъединяват към ембаргото на 20 октомври 1973. Постепенно то засяга не само САЩ, но и други западни страни.
Цената на петрола също се покачва. След като краткосрочното търсене на петрол е нееластично, то се понижава малко вследствие на повишените цени. Вследствие на това пазарната цена на петрола се покачва драстично – от 3 до 12 щ.д. за барел. Това се отразява негативно на цялата световна финансова система и е съпроводено с рецесии и високи нива на инфлация в редица държави. Неблагоприятните явления продължават дълго след кризата – чак до началото на 80-те години на 20 век.

### Моментални ефекти върху икономиката
Петролното ембарго се отразява моментално върху световната икономика. Драстичното повишаване на цените оказва негативно влияние на икономиките на редица западни страни. Въпреки това обаче чрез вдигането на цените страните износителки на петрол забогятяват значително вследствие на високите цени.
Друг съществен момент е, че петролното ембарго позволява на арабските страни да национализират петролните компании, опериращи на тяхна територия. Така например Саудитска Арабия национализира компанията „Aramco“.
През това време се поражда хаос в западния свят. В САЩ цената за галон бензин се покачва от 38,5 цента през май 1973 до 55,1 цента през юни 1974. Правителствата на отделни щати като Орегон приемат рестрикции в консумацията на електричество. Президентът Никсън призовава бензиностанциите да не продават гориво в почивните дни.
Ембаргото обаче няма такъв разрушителен ефект върху европейските държави. От 9-те членове на Еврозоната само Нидерландия е със 100% спрени доставки на петрол, а кризата почти не се усеща във Великобритания и Франция. Останалите 6 държави от Еврозоната са засегнати само частично.

### Дълготрайни ефекти върху икономиката
Дълготрайният ефект от петролното ембарго през 1973 е световна икономическа рецесия. Редица държави регистрират тревожно високи нива на безработица и инфлация в следващите години. Цените на петрола и произвежданите от него продукти се повишават няколко пъти, а това поставя началото на нова ера в международните търговски и енергийни отношения. Арабските страни разбират, че петролът им може да се използва като политическо и икономическо оръжие срещу нациите, зависещи от доставките.
В България световната рецесия довежда до поредна дългова криза.